# Cytaea vitiensis
Cytaea vitiensis là một loài nhện trong họ Salticidae.
Loài này thuộc chi Cytaea. Cytaea vitiensis được Berry, Joseph A miêu tả năm 1998. Beatty & Jerzy Prószyński.